# Cửa khẩu Pò Peo
Cửa khẩu Pò Peo là cửa khẩu tại vùng đất bản Nà Han xã Ngọc Côn, huyện Trùng Khánh, tỉnh Cao Bằng, Việt Nam .
Cửa khẩu Pò Peo thông thương sang cửa khẩu Nhạc Vu (岳圩口岸) ở tỉnh Quảng Tây, Trung Quốc .

## Vị trí
Cửa khẩu Pò Peo là điểm cuối của đường tỉnh 211, cách thị trấn Trùng Khánh khoảng 22 km theo đường này. Cửa khẩu ở phía đông nơi sông Quây Sơn chảy vào đất Việt chừng 2 km. Đoạn sông bên Trung Quốc có tên là Nan Tan He .
Tên "cửa khẩu Pò Peo" đã có từ lâu trong bản đồ, song đôi khi có văn liệu gọi cửa khẩu này là cửa khẩu Ngọc Khê, do trước đây nó nằm trong vùng xã Ngọc Khê. Tuy nhiên ngày 13/12/2007 xã Ngọc Côn thành lập và cửa khẩu nằm trong vùng đất xã này.

## Hoạt động
Các hoạt động trao đổi mậu dịch tại cửa khẩu này đã phát triển từ đầu những năm 2000 .
Năm 2010 đây là một trong 5 cửa khẩu địa phương của tỉnh .
Cửa khẩu Pò Peo và xã Ngọc Côn là thành phần trong Khu kinh tế cửa khẩu Cao Bằng được chính thức công bố năm 2014 .